# Serge Blusson
Serge Blusson (* 7. Mai 1928 in Paris; † 14. März 1994 in Creil) war ein französischer Radrennfahrer und Olympiasieger im Radsport.

## Sportliche Laufbahn
Blusson war Teilnehmer der Olympischen Sommerspiele 1948 in London und gewann mit dem französischen Vierer die Goldmedaille in der Mannschaftsverfolgung mit Pierre Adam, Charles Coste und Fernand Decanali. Im folgenden Jahr belegte er bei den UCI-Straßen-Weltmeisterschaften der Amateure beim Sieg von Henk Faanhof den 4. Platz. Zuvor hatte er mit dem Rennen Paris–Evreux und dem Großen Preis von Stockholm zwei renommierte Straßenrennen für Amateure gewonnen. Von 1950 bis 1959 war er als Berufsfahrer aktiv, seinen ersten Profi-Vertrag hatte er mit dem Team Delangle-Wolber. Sein Einstand im neuen Metier verlief mit dem Sieg beim Rennen Paris–Limoges erfolgreich. Im Juli bestritt er seine erste Tour de France, die er als 42. beendete. 1951 schied er nach einem Sturz auf der 10. Etappe aus. 1953 hatte er mit dem Sieg beim Grand Prix Plouay wiederum einen größeren Erfolg. Bei seinem Tour-Start 1954 (inzwischen im Team von Louison Bobet) ereilte ihn wiederum das Sturzpech, so dass er bereits auf der 5. Etappe das Rennen verlassen musste. Sein letzter Start in einem der bedeutenden Rennen erfolgte bei Paris–Tours 1959.